# Polskie Kwalifikacje 2025
La prima edizione di Polskie Kwalifikacje (lett. "Qualificazioni polacche") si è svolta il 14 febbraio 2025 e ha selezionato il rappresentante della Polonia all'Eurovision Song Contest 2025 a Basilea, in Svizzera.
La vincitrice è stata Justyna Steczkowska con Gaja.

## Organizzazione
L'8 novembre 2024 Telewizja Polska (TVP) ha confermato la sua partecipazione all'Eurovision Song Contest 2025, annunciando inoltre, per la prima volta dal 2023, l'organizzazione di una selezione nazionale per scegliere il proprio rappresentante. Il giorno stesso, l'emittente ha consentito agli aspiranti partecipanti di inviare le proprie candidature entro il successivo 4 dicembre, termine poi prorogato fino all'8 dicembre, con la condizione che gli interpreti o i cantanti principali delle band candidate fossero cittadini polacchi.
L'evento si è svolto in un'unica serata il 14 febbraio 2025 presso gli studi televisivi di TVP a Varsavia e ha visto 11 partecipanti contendersi l'opportunità di rappresentare la Polonia all'Eurovision Song Contest. Il vincitore è stato selezionato unicamente tramite il voto del pubblico, che ha potuto esprimere la propria preferenza tramite SMS.

## Partecipanti
Una giuria tecnica nominata da TVP ha selezionato dapprima i 25 artisti con le canzoni migliori tra le 224 proposte ricevute. 
Tra questi, attraverso una seconda scrematura tramite un'audizione dal vivo svoltasi il 19 dicembre 2024, sono stati selezionati i 10 finalisti per il concorso e due artisti per la lista di riserva. Gli artisti sono stati annunciati il 14 gennaio 2025; il successivo 3 febbraio l'emittente ha offerto un ulteriore posto nella selezione al cantante norvegese di origini polacche Teo, che in precedenza era stata inserito nella rosa degli artisti selezionati per la fase finale, ma successivamente scartato a causa dei requisiti di cittadinanza.
Tra i concorrenti figura Justyna Steczkowska, che ha rappresentato la Polonia all’Eurovision Song Contest 1995. Sara James, invece, rappresentante della Polonia al Junior Eurovision Song Contest 2021, si era inizialmente candidata con il brano Tiny Heart, ma, nonostante fosse stata selezionata per la fase finale, ha deciso di ritirarsi dalla competizione in quanto non le è stato permesso di cambiare canzone in favore del suo secondo pezzo Psycho; è stata quindi sostituita da Janusz Radek, inizialmente selezionato dall'emittente come uno dei partecipanti di riserva.
| Artista             | Titolo         | Lingua      | Compositori                                                                                              |
| ------------------- | -------------- | ----------- | --- |
| Chrust              | Tempo          | Polacco     | Dariusz Mrozek, Karol Konop, Krzysztof Falkowski, Małgorzata Oleszczuk                                   |
| Daria Marx          | Let It Burn    | Inglese     | Fredrik Moller, Maria Broberg, Peter Boström                                                             |
| Dominik Dudek       | Hold the Light | Inglese     | Dominik Dudek, Teodora "Teya" Špirić, Tom Oehler                                                         |
| Janusz Radek        | In Cosmic Mist | Inglese     | Janusz Radek                                                                                             |
| Justyna Steczkowska | Gaja           | Polacco     | Dominic Buczkowski-Wojtaszek, Emilian Waluchowski, Justyna Steczkowska, Patryk Kumór                     |
| Kuba Szmajkowski    | Pray           | Inglese     | Angelino Markenhorn, Joakim Andersson, Tom Martenssson, William Naesh                                    |
| Marien              | Can't Hide     | Inglese     | Amelia Komosińska, Magdalena Wójcik, Maria Nieszpaur                                                     |
| Sara James          | Tiny Heart     | Inglese     | Michael Burek, René Miller, Sara James                                                                   |
| Sonia Maselik       | Rumours        | Inglese     | Adam Związek, Aleksandra Smoczyńska, Juliusz Kamil Kuźnik, Paweł Tetłak, Sonia Maselik, Susie Jakubowski |
| Swada & Niczos      | Lusterka       | Podlachiano | Nika Jurczuk, Wiktor Szczygieł                                                                           |
| Teo                 | Immortal       | Inglese     | Jeremi Sikorski, Jakub Krupski, Teo Tomczuk                                                              |
| Tynsky              | Miracle        | Inglese     | Chloe Copoloff, Francis Karel, Radosław Bieńkuński, Tomasz Kamiński                                      |

Brani di riserva
| Artista      | Brano          | Lingua  | Autori       |
| ------------ | -------------- | ------- | ------------ |
| Janusz Radek | In Cosmic Mist | Inglese | Janusz Radek |
| –            | –              | –       | –            |

## Finale
La finale si è tenuta presso gli studi televisivi di TVP a Varsavia ed è stata presentata da Artur Orzech, Aleksandra Budka, Grzegorz Dobek e Michał Szpak. L'ordine d'esibizione è stato reso noto il 10 febbraio 2025.
Durante la serata si sono esibiti come ospiti Baby Lasagna, rappresentante della Croazia all'Eurovision Song Contest 2024, e Michał Szpak, rappresentante della Polonia all'Eurovision Song Contest 2016.
In seguito al risultato delle votazioni del televoto, Justyna Steczkowska è stata proclamata vincitrice della selezione dopo aver ricevuto quasi il 40% delle preferenze totali.
| #  | Artista             | Brano          | Televoto | Televoto | Posizione |
| -- | ------------------- | -------------- | -------- | -------- | --------- |
| 1  | Chrust              | Tempo          | 4 755    | 5,92%    | 4         |
| 2  | Kuba Szmajkowski    | Pray           | 3 199    | 3,98%    | 5         |
| 3  | Justyna Steczkowska | Gaja           | 31 574   | 39,32%   | 1         |
| 4  | Tynsky              | Miracle        | 1 173    | 1,46%    | 9         |
| 5  | Daria Marx          | Let It Burn    | 647      | 0,80%    | 11        |
| 6  | Swada & Niczos      | Lusterka       | 19 022   | 23,69%   | 2         |
| 7  | Janusz Radek        | In Cosmic Mist | 3 087    | 3,84%    | 7         |
| 8  | Marien              | Can't Hide     | 1 121    | 1,39%    | 10        |
| 9  | Teo                 | Immortal       | 3 144    | 3,91%    | 6         |
| 10 | Sonia Maselik       | Rumours        | 1 368    | 1,70%    | 8         |
| 11 | Dominik Dudek       | Hold the Light | 11 194   | 13,94%   | 3         |